# 天北栄仮乗降場
天北栄仮乗降場（てんぽくざかえかりじょうこうじょう）は、北海道（宗谷支庁）枝幸郡中頓別町栄にあった日本国有鉄道（国鉄）天北線の仮乗降場（廃駅）である。利用者減少に伴い1965年（昭和40年）10月（日付不詳）に廃駅となった。当駅の所在地近辺の地名に「天北」を冠するが、地形図によれば「てんぽくさかえ」ではなく「てんぽくざかえ」と濁る。

## 駅周辺
一番近い国道275号からは直線距離で400m程離れた谷あいに位置する。現在付近を通る道路はなく、全くの無人地帯となっている。
- 国道275号
- 栄川
- 天北峠
- 天北トンネル

## 歴史
- 時期不詳 - 国有鉄道北見線の天北栄仮乗降場（局設定）として開業。
- 1961年（昭和36年）4月1日 - 線路名を天北線に改称、それに伴い同線の仮乗降場となる[2]。
- 1965年（昭和40年）10月 - 廃止（日付不詳）[2]。

## 駅跡
駅の南側は天北トンネル浜頓別側出口が近く、1997年（平成9年）時点では天北トンネルのスノーシェッドが残存しているとの証言がある。2010年（平成22年）時点でも同様であるらしい。

## 隣の駅
日本国有鉄道
天北線
上音威子府駅 - 天北栄仮乗降場 - 小頓別駅